# London Overground
Ne pas confondre avec London Underground, le métro de Londres aussi appelé The Tube.

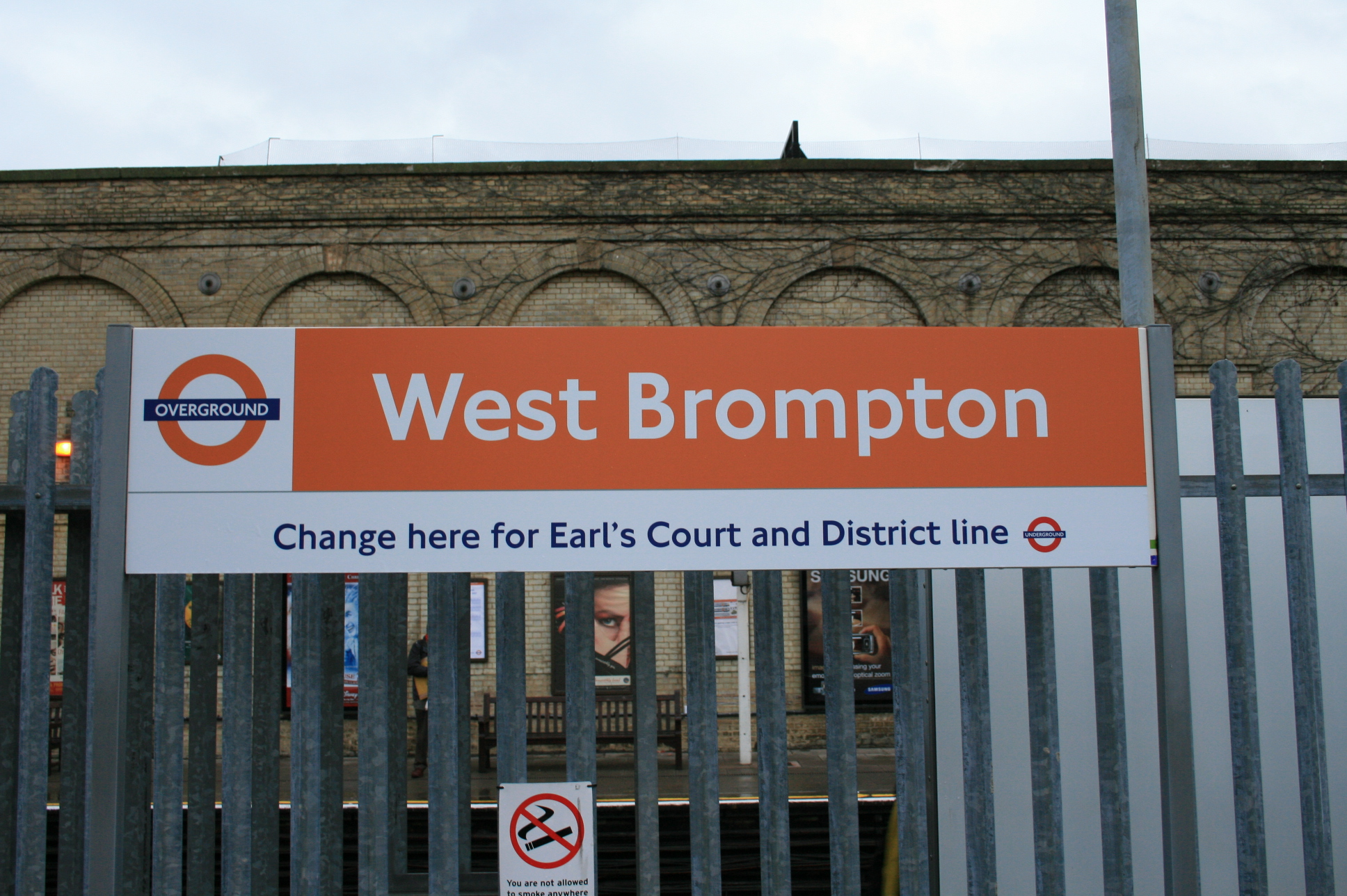
Exemple de signalétique London Overground à la station West Brompton.

London Overground est un réseau de transport ferroviaire, principalement en surface, qui dessert l'agglomération de Londres. London Overground couvre le Grand Londres et le comté de Hertfordshire, il s'agit d'un réseau ferroviaire de banlieue (bon nombre des lignes partagent le trafic avec les services de fret), bien que les fréquences de passage tendent à se rapprocher de celles des fréquences du Tube.

## Histoire

### Mise en place du réseau
Le 20 février 2006, il a été annoncé par le ministère des Transports que Transport for London (TfL) reprendrait la gestion des services fournis par Silverlink Metro. Il a été suggéré d'exploiter le service sous le nom provisoire de North London Railway.
Le 5 septembre 2006, après une étude préliminaire débutée en 2003, la marque London Overground a été dévoilée et il a été confirmé que la East London line, étendue, serait incluse. Bien que les itinéraires couvrent de nombreux quartiers de Londres, il y a des raisons pour lesquelles TfL les considère comme nécessitant un contrôle direct :
- il existe une certaine concentration de lignes dans le nord-est, où se sont déroulés les Jeux olympiques d'été de 2012 ;
- elles passent par des zones défavorisées et les liaisons sont envisagés dans le cadre de la réhabilitation de ces zones ;
- les lignes North London et Gospel Oak à Barking ont été considérés par certains comme négligées et donc non développés à leur plein potentiel.

Le réseau a été mis en service par TfL sous l'appellation London Overground en 2007.
Le 11 novembre 2007, le réseau a repris les itinéraires du North London Railway de la compagnie Silverlink metro. La East London Line est tombée sous le contrôle du réseau lors de l'achèvement de la phase 1 de son extension en 2010, sous le nom de East London Railway. London Overground continue à faire partie du réseau ferroviaire national, mais le pouvoir adjudicateur est Transport for London, et non l'administration centrale (semblable au modèle adopté pour Merseyrail).

### Exploitation du réseau
Les lignes continuent d'être détenues et entretenues par Network Rail, bien que la section Dalston - New Cross reste propriété de Transport for London depuis qu'elle a intégré l'Overground.
Suivant un modèle similaire à celui déjà utilisé pour le Docklands Light Railway, TfL a recherché les opérateurs potentiels du London Overground. Contrairement aux franchises nationales de National Rail, l'exploitant ne serait pas responsable de la fixation des tarifs, l'achat de matériel roulant, ou de décider des niveaux de service, aspects qui seraient gérés entièrement par TfL. Ils prennent toutefois une part de risque sur les recettes (TfL prend 90 % des risques sur les recettes, 10 % des produits sont conservés par l'exploitant, et l'exploitant est responsable de la collecte des recettes).
L'exploitant de 2007 à 2016 est la société LOROL (London Overground Rail Operation) qui est une coentreprise 50/50 entre Arriva et MTR et dont le contrat de franchise a été prolongé avec TfL jusqu'en novembre 2016.
Après 2016, l'exploitant est Arriva Rail London, qui dispose d'un contrat de concession de sept ans avec possibilité de deux années supplémentaires.

## Réseau actuel

### Présentation
Le premier réseau est une continuation directe des services Metro Silverlink.
Comme le nom l'indique, la grande majorité du réseau est en surface, essentiellement constitué de lignes de chemin de fer reliant les zones en dehors du centre de Londres (ouest, nord et sud), avec une partie essentielle du réseau en zone 2 de la Travelcard (carte de transports londoniens). Le réseau actuel dessert également la gare d'Euston, dans le centre de Londres, car il est le terminus sud de la Watford DC Line. Les premiers horaires ont vu peu de changements par rapport à ceux de Silverlink.
Le réseau dessert 112 stations dont 39 step-free (accès facilité pour les personnes à mobilité réduite) ; le matériel roulant est composé de plusieurs types de rames électriques à 4 voitures.

### Itinéraires

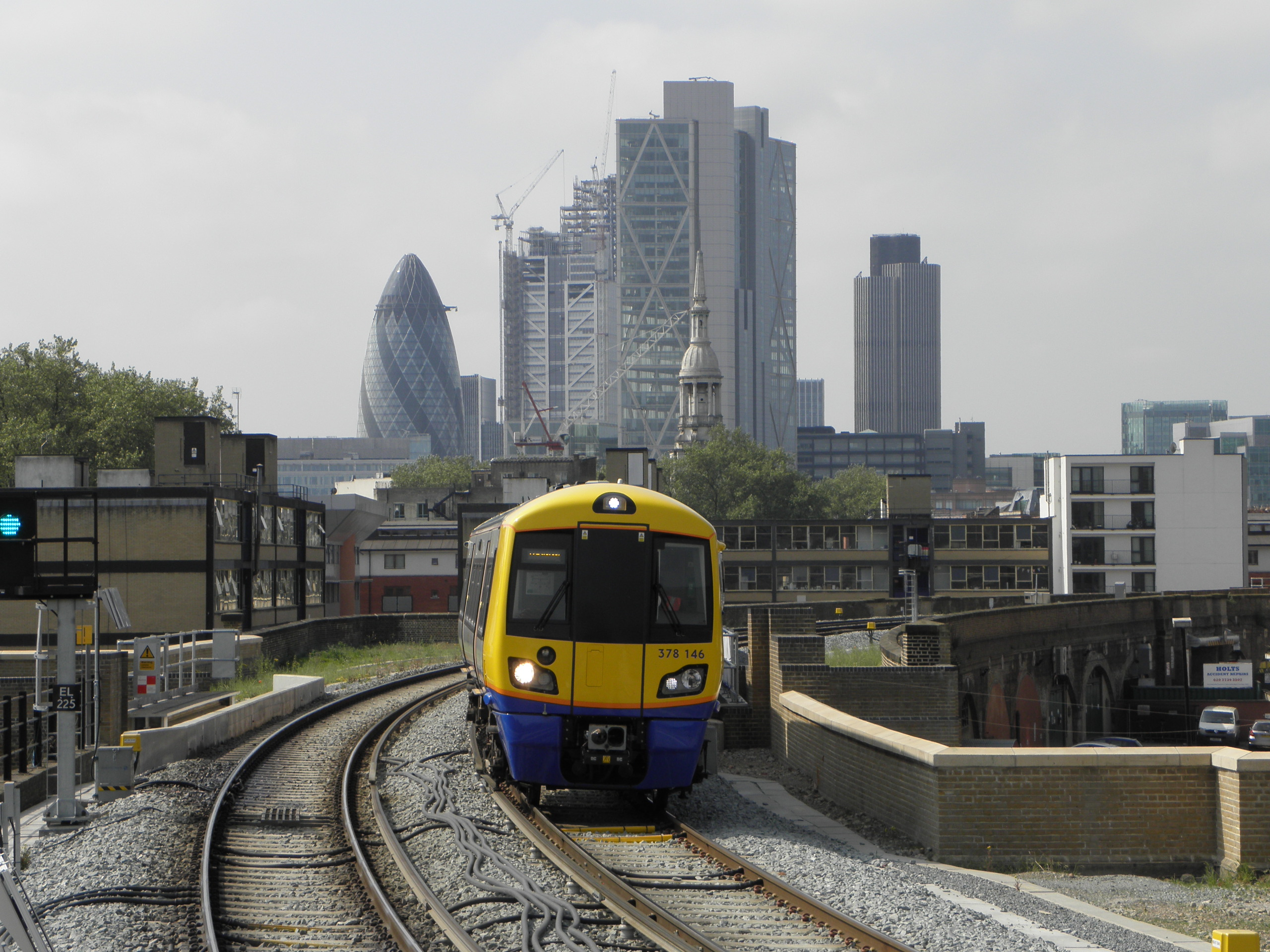
Le London Overground devant la City of London.

Depuis 2015, le London Overground est composé de six lignes. En 2024, les lignes ont reçu des surnoms reflétant des aspects de l'histoire de Londres, avec des couleurs distinctes sur les plans.
- Watford Local line, surnommée Lioness line (jaune), de Euston à Watford Junction.
- Gospel Oak–Barking line, surnommée Suffragette line (verte), de Gospel Oak à Barking Riverside.
- North and West London line, surnommée Mildmay line (bleue) :
  - de Richmond à Stratford ;
  - de Clapham Junction à Stratford ;
  - de Clapham Junction à Willesden Junction.
- East and South London line, surnommée Windrush line (rouge) :
  - de Dalston Junction à West Croydon ;
  - de Highbury & Islington à Crystal Palace ;
  - de Dalston Junction à New Cross ;
  - de Highbury & Islington à Clapham Junction.
- Lea Valley line, surnomée Weaver line (pourpre) :
  - de Liverpool Street à Chingford ;
  - de Liverpool Street à Enfield Town ;
  - de Liverpool Street à Cheshunt.
- Romford–Upminster line, surnommée Liberty line (grise).

Le réseau possède des correspondances avec les lignes de métro tels que : Bakerloo Line, Central Line, Circle Line, District Line, Hammersmith & City Line, Jubilee Line, Northern Line, Victoria Line, ainsi que les lignes de la DLR, Elizabeth line et Tramlink.
Les itinéraires sont figurés avec une version de la cocarde du métro de Londres (de couleur orange avec une barre bleue) et sont indiqués sur les plans de métro avec une double bande (avant 2024, toutes les lignes étaient indiquées en orange).
Un plan spécifique London Overground publié par TfL indique les stations avec accès facilité pour les personnes à mobilité réduite ainsi que les interconnexions avec le Tube, le DLR, Tramlink et les gares ferroviaires (précisant les liaisons vers les aéroports) ; ce plan indique clairement le nouveau réseau circulaire mis en service en décembre 2012, cependant faire le tour de Londres en Overground nécessite au moins deux changements.

### Plan

Le réseau du London « Overground » (carte non officielle)

## Matériel roulant

### Ancien parc
| Class       | Image | Type        | Vitesse limite (km/h) | Nombre | Voitures par élément | Disposition des sièges  | Nombre de places | Lignes exploitées                       | Années de construction     |
| ----------- | ----- | ----------- | --------------------- | ------ | -------------------- | ----------------------- | ---------------- | --------------------------------------- | -------------------------- |
| Class 150/1 |       | autorail    | 120                   | 6      | 2                    | 2+3 (haute densité)     | 146              | Gospel Oak-Barking                      | 1985-86                    |
| Class 313/1 |       | automotrice | 120                   | 23     | 3                    | 2+2/2+3 (haute densité) | 228              | North London ; Watford DC ; West London | 1976-77 (Rénové 1997-2002) |
| Class 508/3 |       | automotrice | 120                   | 3      | 3                    | 2+2/2+3 (haute densité) | 230              | Watford DC Line                         | 1979-1980 (Rénové 2003)    |

### Parc actuel
| Class                   | Image | Type        | Vitesse limite (km/h) | Nombre | Numérotation | Voitures par élément | Disposition des sièges | Lignes exploitées                                            | Construction | Années de circulation    |
| ----------------------- | ----- | ----------- | --------------------- | ------ | ------------ | -------------------- | ---------------------- | ------------------------------------------------------------ | ------------ | ------------------------ |
| British Rail Class 315  |       | automotrice | 120                   | 17     | 315801-858   | 4                    | 2+3                    | Lea Valley lines Romford–Upminster                           | 1980–81      | Mai 2015–en service      |
| British Rail Class 315  |       |             |                       |        |              |                      |                        |                                                              |              |                          |
| British Rail Class 317  |       | automotrice | 160                   | 8      | 317708-732   | 4                    | 2+2 2+1                | Lea Valley                                                   | 1981–82      | Mai 2015–en service      |
| British Rail Class 317  |       |             |                       |        |              |                      |                        |                                                              |              |                          |
| British Rail Class 317  |       | automotrice | 160                   | 6      | 317887–892   | 4                    | 2+3 2+2                | Lea Valley                                                   | 1981–82      | Mai 2015–en service      |
| Class 378/1 Capitalstar |       | automotrice | 120                   | 20     | 378135–154   | 5                    | Longitudinale          | East London South London                                     | 2009–10      | Avril 2010–en service    |
| Class 378/1 Capitalstar |       |             |                       |        |              |                      |                        |                                                              |              |                          |
| Class 378/2 Capitalstar |       | Automotrice | 120                   | 37     | 378201–257   | 5                    | Longitudinale          | North London West London Watford DC East London South London | 2008–11      | Juillet 2009–en service  |
| Class 710/1 Aventra     |       | Automotrice | 120                   | 30     | 710101-130   | 4                    | Longitudinale          | Lea Valley                                                   | 2017–19      | Decembre 2019–en service |
| Class 710/1 Aventra     |       |             |                       |        |              |                      |                        |                                                              |              |                          |
| Class 710/2 Aventra     |       | automotrice | 120                   | 22     | 710256-273   | 4                    | Longitudinale          | Gospel Oak - Barking Watford DC                              | 2017–19      | Mai 2019–en service      |
| Class 710/2 Aventra     |       |             |                       |        |              |                      |                        |                                                              |              |                          |

### Livrée
À l'heure actuelle, tous les trains de London Overground arborent une livrée, semblable à celle du métro de Londres, avec des voitures bleues et blanches avec des portes orange et les faces avant des trains jaunes.